# Peuple sistani
 (mai 2024).
La mise en forme du texte ne suit pas les recommandations de Wikipédia : il faut le « wikifier ».
Les points d'amélioration suivants sont les cas les plus fréquents. Le détail des points à revoir est peut-être précisé sur la page de discussion.
- Les titres sont pré-formatés par le logiciel. Ils ne sont ni en capitales, ni en gras.
- Le texte ne doit pas être écrit en capitales (les noms de famille non plus), ni en gras, ni en italique, ni en « petit »…
- Le gras n'est utilisé que pour surligner le titre de l'article dans l'introduction, une seule fois.
- L'italique est rarement utilisé : mots en langue étrangère, titres d'œuvres, noms de bateaux, etc.
- Les citations ne sont pas en italique mais en corps de texte normal. Elles sont entourées par des guillemets français : « et ».
- Les listes à puces sont à éviter, des paragraphes rédigés étant largement préférés. Les tableaux sont à réserver à la présentation de données structurées (résultats, etc.).
- Les appels de note de bas de page (petits chiffres en exposant, introduits par l'outil «  Source ») sont à placer entre la fin de phrase et le point final[comme ça].
- Les liens internes (vers d'autres articles de Wikipédia) sont à choisir avec parcimonie. Créez des liens vers des articles approfondissant le sujet. Les termes génériques sans rapport avec le sujet sont à éviter, ainsi que les répétitions de liens vers un même terme.
- Les liens externes sont à placer uniquement dans une section « Liens externes », à la fin de l'article. Ces liens sont à choisir avec parcimonie suivant les règles définies. Si un lien sert de source à l'article, son insertion dans le texte est à faire par les notes de bas de page.
- La présentation des références doit suivre les conventions bibliographiques. Il est recommandé d'utiliser les modèles {{Ouvrage}}, {{Chapitre}}, {{Article}}, {{Lien web}} et/ou {{Bibliographie}}. Le mode d'édition visuel peut mettre en forme automatiquement les références.
- Insérer une infobox (cadre d'informations à droite) n'est pas obligatoire pour parachever la mise en page.

Pour une aide détaillée, merci de consulter Aide:Wikification.
Si vous pensez que ces points ont été résolus, vous pouvez retirer ce bandeau et améliorer la mise en forme d'un autre article.
Le peuple sistani (historiquement aussi appelé « Sekzai ») est un groupe ethnique d'origine iranienne qui vit principalement dans une région appelée Sistan au sud-est de l'Iran et historiquement au sud-ouest de l'Afghanistan. Leur langue est le farsi et le dialecte sistani.
En termes de race, Rawlinson considère les Sistani, avec les Jamshidis d'Herat, comme un pur exemple de race aryenne,.
Dans le passé, les habitants du Sistan parlaient des dialectes iraniens moyens tels que le parthe Pahlavi, le moyen persan ( Sassanide Pahlavi) et maintenant ils parlent un dialecte persan connu sous le nom de Sistani .Les Sistani sont les survivants des tribus scythes. Les Scythes furent le dernier groupe d'Aryens à mourir en 128 apr. J.-C.Ils sont entrés en Iran ,.Ils vivent dans le centre et le nord de la province du Sistan-Baloutchistan. Ces dernières années, ils ont migré vers différentes régions d’Iran pour diverses raisons politiques et climatiques.

## Étymologie
Les Sistani tirent leur nom de Sekastan (« Terre de Saka »). Les Sakas étaient une tribu de Scythes ayant émigré vers le plateau iranien. L'ancien nom persan de la région - avant la domination Saka - était Zaranka ou Drangiana (« terre de l'eau »).

## Caractéristiques socio-démographiques
La plupart des Sistani adhèrent au chiisme.
Selon des informations non confirmées, la part des Sistani dans la province du Sistan-Baloutchistan atteint 40 %, voire 50 %. Au cours des dernières décennies, une migration à grande échelle du peuple Sistani vers Téhéran et le Golestan s’est produite.
Des études génétiques montrent que les Sistani ont un pool génétique commun avec les Perses des provinces de Yazd et du Fars.
Les enfants sistanais vivant dans les zones rurales sont plus exposés à la malnutrition que les autres groupes vivant en Iran,.